# 773 до н. е.

## Події
Єгипет:
- Такелот III стає співправителем свого батька, фараона Двадцять третьої династії, Осоркона III.